# Puruixa
Puruixa (en sànscrit: पुरुष, puruṣa) és un concepte hinduista complex, el significat del qual va evolucionar entre els temps vèdics i els Upanixads. Segons de la font, significa 'l'humà còsmic' o 'l'ésser', o bé 'consciència' o 'principi universal'.
Als primers Vedes, puruixa significava un humà còsmic amb el sacrifici del qual els déus van crear la vida. Als Upanixads, el concepte ja no significava un ésser o un humà còsmic, sinó que el significat va evolucionar vers una essència abstracta del jo, l'esperit i el principi universal, que és eterna, indestructible, sense forma i omnipresent. El concepte de puruixa s'explica amb el concepte de "prakriti" als Upanixads. L'univers es veu, en aquests antics textos sànscrits, com una combinació de la realitat material perceptible i les lleis i principis de la natura no perceptibles, no materials. La realitat material, o prakriti, és tot el que canvia, pot canviar i està subjecte a la causa i efecte. Per contra, puruixa és el principi universal que és immutable, sense causa, però que està present a tot arreu i que ho connecta tot.